# Cámara de la Asamblea (Kiribati)
La Cámara de la Asamblea (en gilbertese: Maneaba ni Maungatabu) es el órgano que ejerce el poder legislativo de la República de Kiribati. Está compuesta por 45 miembros, de los cuales 44 son elegidos por un período de cuatro años en 23 distritos electorales, mientras que el restante es un delegado no electo de la comunidad de Banaba en la isla Rabi en Fiyi.
Entre 1979 y 2016, en el caso de que el fiscal general no fuera elegido de entre los diputados, éste sería miembro ex officio de la Cámara, hasta que una reforma de la Constitución modificó esta disposición, suprimiendo el cargo de ex officio del fiscal general, a la vez que se creó el cargo de ministro de Justicia.
Creado por disposición de la Constitución de 12 de julio de 1979 en base del sistema Westminster, desde el octubre de 2000, su sede se encuentra en Ambo, en el Tarawa Sur. Entre 1979 y 2000, funcionó en Baikiri, la Cámara de la Asamblea, creada en 1974, sobre el Consejo Legislativo de la colonia británica, en funciones desde 1970, y de una Cámara de Representantes en la Islas Gilbert y Ellice en 1967.

## Historia

### Colonia de las Islas Gilbert y Ellice
Con el proceso de descolonización, comenzando con una conferencia de Colonia en 1956, las Islas Gilbert y Ellice iniciaron a organizar una forma de sistema parlamentario, el cual apareció por primera vez en 1963-1964 con un Consejo Asesor, que incluía 5 miembros electos y 12 miembros ex officio. En 1967, este consejo fue reemplazado por una Cámara de Representantes, con 23 miembros, y luego, en 1970, por un Consejo Legislativo, con menos miembros ex officio. 
Una orden en consejo de 1970 creó este Consejo Legislativo de 28 miembros electos, en sustitución de la anterior Cámara de Representantes durante la era colonial. Este Consejo fue elegido solamente en 1971. Una nueva constitución entró en vigor el 1 de mayo de 1974, creando una Cámara de la Asamblea de 28 miembros del anterior Consejo Legislativo de la colonia de las Islas Gilbert y Ellice (1970). Los 8 miembros de las Islas Ellice crearon un comité Ellice y, después del referéndum, abandonaron la Cámara de la Asamblea el 1 de enero de 1976 para convertirse en Fale i Fono en Funafuti, la nueva capital de Tuvalu.

### Colonia de las Islas Gilbert y Kiribati Independiente
La primera sede de la Asamblea de las Islas Gilbert fue creada el 1 de enero de 1976, justo después de la separación con las Islas Ellice, decidido el 1 de octubre de 1975, para dar lugar a la independencia de Kiribati y la Constitución del 12 de julio de 1979. El 12 de julio de 1979, la antigua Cámara de la Asamblea tomó su nuevo nombre constitucional, Maneaba ni Maungatabu.

## Presidente de la Cámara
El presidente del Parlamento es elegido, según la sección 71 de la Constitución, por los miembros de la Cámara.
En la primera sesión parlamentaria tras una elección general, el presidente del Tribunal Supremo preside el órgano para admitir candidaturas para el cargo del presidente de la República. La elección se realiza mediante votación secreta; un candidato debe recibir la mayoría absoluta de los votos emitidos para ser electo. 
Si se nominan más de dos candidatos, el candidato con el menor número de votos es eliminado después de cada ronda de votación hasta que un candidato resulte ganador.
El presidente del Maneaba ni Maungatabu no tiene derecho a voto, y si una votación resulta en un empate, debe declararlo rechazado.
El presidente permanece en el cargo tras la disolución de la legislatura antes de las elecciones, y es en la primera sesión, cuando lo abandona. Asimismo, el parlamento puede aprobar una moción de censura para deponerlo.
Junto con el presidente del Tribunal Supremo y el presidente de la Comisión de Servicio Público, el presidente de la Cámara de la Asamblea sirve como miembro del Consejo de Estado, formado para continuar desempeñando las funciones de gobierno luego de una moción de censura contra el presidente o el Gobierno.